# 科幻季刊
《科幻季刊》（英語：Science Fiction Quarterly）是美国科幻纸浆杂志，1940年创刊后一度在1943年停刊，后又于1951年复刊，1958年再度停刊。除前两期是查尔斯·霍尼格主编外，其余36期均为罗伯特·朗兹主编。20世纪30年代末，科幻杂志蓬勃发展，出版商路易斯·西尔伯克莱特借机推出包括《科幻季刊》在内的三本科幻杂志。但因二战爆发导致销售不畅和纸张短缺，三本杂志都未能坚持到战争结束。1950至1951年科幻文学市场复苏后，西尔伯克莱特将《科幻季刊》和另一本杂志复刊。1958年再度停刊时，《科幻季刊》已是美国市场上最后一种科幻纸浆杂志，其他科幻杂志要么已经停刊，要么变更出版规格。
《科幻季刊》的出版政策是每期转载一部长篇小说作为头条，西尔伯克莱特取得两部早期科幻小说及雷·卡明斯多部著作的转载权。霍尼格和朗兹的稿费预算都很少，特别是霍尼格实在难以买到好作品刊登。相比之下朗兹靠着人脉还能勉强维持，他在未来派作家圈子里有许多朋友愿意帮衬，其中包括艾萨克·阿西莫夫、詹姆斯·布莱什和唐纳德·沃尔海姆。杂志复刊后的出版政策不变，但实际刊登的头条小说大多远达不到长篇标准。杂志刊登的名家名作包括亚瑟·查理斯·克拉克的《第二次黎明》，艾萨克·阿西莫夫的《最后的问题》，以及詹姆斯·布莱什的《共同时间》。

## 出版史

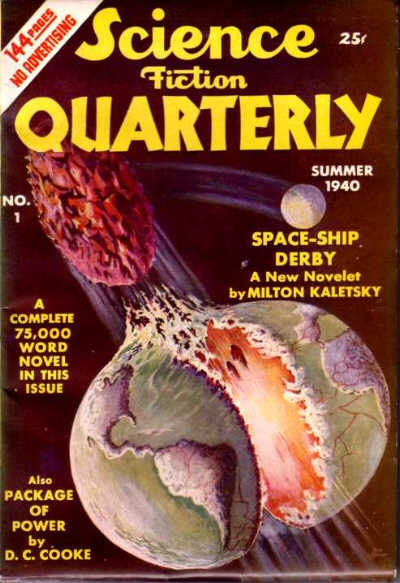
1940年夏的杂志创刊号

科幻文学作品早在20世纪20年代前就开始出版，但起初没有独立发行，直到1926年雨果·根斯巴克推出历史上第一本纯科幻杂志《惊奇故事》才改变局面。到了30年代末，科幻杂志市场呈现井喷，曾与根斯巴克合作的出版商路易斯·西尔伯克莱特（Louis Silberkleit）于1939年3月通过旗下蓝丝带杂志（Blue Ribbon Magazines）推出《科幻》。查尔斯·霍尼格（Charles Hornig）曾于1933至1936年主编根斯巴克推出的《神奇故事》（Wonder Stories），经老东家推荐，他在1938年10月获西尔伯克莱特聘请。霍尼格没有专用办公室，只能在家工作，需要时把文稿和书样带去杂志社，或把排好版的文稿拿回家校对。西尔伯克莱特手下总编艾伯纳·桑德尔（Abner J. Sundell）对科幻文学缺乏了解，没有参与新杂志运营，所以霍尼格在作品拍板上完全自主。
为分摊成本，西尔伯克莱特很快决定再推出两本杂志，《未来幻想》（Future Fiction）创刊号于1939年11月问世，随后就是1940年7月的《科幻季刊》创刊号，三本杂志均由霍尼格主编。1940年10月，身为和平主义者的霍尼格收到服役通知，然后决定迁居加利福尼亚州并登记为良心拒服兵役者。他在西海岸继续覆行主编职责，但西尔伯克莱特对此不满，决定只由霍尼格继续主编《科幻》，邀请山姆·莫斯科维茨（Sam Moskowitz）执掌另外两本杂志。莫斯科维茨没有接受，事后还称他“永远不会抢别人的工作”。不过，未来派（Futurians）作家唐纳德·沃尔海姆（Donald Wollheim）听闻西尔伯克莱特招主编的消息后转告同好罗伯特·朗兹（Robert W. Lowndes），建议他尽快致信西尔伯克莱特。据朗兹事后回忆，沃尔海姆建议他自荐主编科幻杂志，并且薪酬上可以比霍尼格低一点，同时在信中标出当时所有科幻杂志存在的失误，特别是霍尼格有责任的那些。1940年11月，西尔伯克莱特聘请朗兹，但据霍尼格回忆，这实际上是他移居加利福尼亚州后各方协商的结果，朗兹事后同意他的看法，觉得这很可能才是老板请他取代霍尼格的真正原因。
朗兹接手后两本杂志发行的第一期分别是1941年春的《科幻季刊》和1941年4月的《未来幻想》。起初西尔伯克莱特不像对待霍尼格那样完全放权，朗兹为1941年4月《未来幻想》选择的七篇文章有五篇遭拒，但据新主编回忆，这年8月刊时，东家“已经对我的工作能力放心，不需要复审我认可的小说”。
1950年，西尔伯克莱特复刊《未来幻想》，次年又复刊《科幻季刊》，首期杂志是1951年5月号。1952年，他又推出新杂志《动态科幻》（Dynamic Science Fiction），三本都是朗兹主编的纸浆杂志。杂志销量喜人，但此时文摘尺寸渐趋热门，西尔伯克莱特打算尝试。1955年末，《动态科幻》已经停刊，《未来幻想》改成文摘尺寸，同时把《科幻》更名《科幻故事》（Science Fiction Stories）后采用文摘尺寸复刊，仅有《科幻季刊》保持纸浆杂志规格，因为老板觉得季刊文摘杂志不如季刊纸浆杂志畅销。纸浆杂志此时已然式微，1956年《异世界》（Other Worlds）改为文摘尺寸后，市场上保持纸浆规格的科幻杂志只有《科幻季刊》。1957年，大型杂志分销商美国新闻公司（American News Company）突然清盘，美国杂志销售网因此剧变，再加上销量欠佳，《科幻季刊》终于停刊，1958年2月刊为最后一期。

## 内容和评价

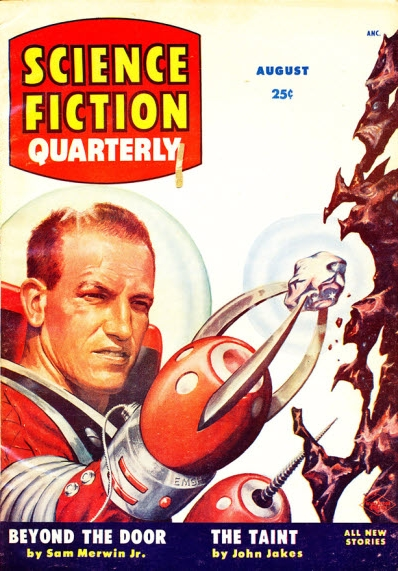
1955年8月杂志封面

西尔伯克莱特的杂志稿酬预算很低，霍尼格的朋友朱利叶斯·施瓦兹（Julius Schwartz）是文学经纪人，代理作家的作品均可供霍尼格选择，但施瓦兹要求的稿费下限是每字一美分，否则文章不能标出作者姓名。霍尼格付不起这个价格，最终他从朋友手中买来的作品大多署化名刊载，稿酬为每字半美分。在这样的情况下，他买到的大部分文章都曾被稿酬更高的出版物拒收，所以作品质量平平，即便出自名家也不例外。另外，《科幻季刊》不像别的杂志那样只要确定接受就支付稿费，必须等到刊载杂志出版后才付款，进一步导致作家不愿投搞。
西尔伯克莱特期望每期《科幻季刊》登载一篇长篇小说，他获得根斯巴克同意转载《科学神奇季刊》（Science Wonder Quarterly）的两篇小说，分别是·罗曼斯（R.H. Romans）的《月球征服者》（The Moon Conquerors）和奥托·威利·盖尔（Otto Willi Gail）的《机遇无限》（The Shot Into Infinity）。虽然有些过时，但这些小说品质比霍尼格买来的其他作品好。朗兹接手后，杂志每期刊登一部长篇的政策不变，西尔伯克莱特依然亲自选择部分作品，最终有五部雷·卡明斯（Ray Cummings）的著作在《科幻季刊》转载，时间跨度接近两年，第一部是1941年夏的《征服者塔拉诺》（Tarrano the Conqueror）。朗兹从未来派作家手中买来许多作品，虽然质量参差不齐，但整体而言杂志品质改善，与同期其他杂志相比只高不低。
1951年复刊后，虽然杂志依然声称每期刊登一部长篇小说，但实际上大部分头条小说都达不到长篇标准，仅有极少数例外。同时，《科幻季刊》复刊后也不再像之前那样刊登转载作品。朗兹能够支付的稿酬无法同占据领先地位的杂志竞争，但他依然表现出优秀的编辑功底，把每期季刊质量控制在合理范围。《科幻季刊》仍然偶有刊载未来派作家的作品，朗兹还找来一些新手合作，如波尔·安德森、威廉·泰恩和亚瑟·查理斯·克拉克。1951年8月号杂志登有克拉克的《第二次黎明》（Second Dawn），是《科幻季刊》上较为优秀的小说，其他名作包括艾萨克·阿西莫夫的《最后的问题》（1956年11月），以及詹姆斯·布莱什（James Blish）的《共同时间》（Common Time，1953年8月）。朗兹还在杂志上选登一些高品质的非虚构作品，如詹姆斯·布莱什的科幻中的科学系列文章，托马斯·克莱尔森（Thomas D. Clareson）和里昂·斯普拉格·德·坎普（L. Sprague de Camp）的科幻主题文章等。布莱什于1953年通过化名小威廉·阿瑟林（William Atheling, Jr.）指出，朗兹主编西尔伯克莱特所有科幻杂志的工作表现“好到出人意料”，特别是考虑到杂志稿酬又低，付款又慢。

## 书目详细信息
| | 冬 | 春 | 夏 | 秋 | 冬 |
| 1940 |    |    | 1  |    |    |
| 1941 | 2  | 3  | 4  |    | 5  |
| 1942 |    | 6  | 7  | 8  | 9  |
| 1943 |    | 10 |    |    |    |
| 1940至1943年《科幻季刊》出版详细信息，左侧是年份，上方是季度，其他 数字代表“卷号/期数”，背景色代表主编，其中蓝色是霍尼格（前两期）， 黄色是朗兹（后八期），其中第五期标识的日期是“1941/42年冬”。 |    |    |    |    |    |

《科幻季刊》始终保持纸浆杂志规格，除前两期是查尔斯·霍尼格主编外，其余36期都是罗伯特·朗兹掌舵。首轮发行的十期均为144页，定价25美分；复刊再发的28期绝大多数是128页，但1953年11月至1957年5月共15期只有96页，定价也大部分是25美分，但在1957年8月涨至35美分。除创刊号由马萨诸塞州霍利奥克的双动杂志（Double Action Magazines）出版外，其他各期都是哥伦比亚出版社（Columbia Publications）发行。两家公司的业主都是路易斯·西尔伯克莱特。
| | 一 | 二  | 三 | 四 | 五  | 六 | 七 | 八  | 九 | 十 | 十一 | 十二 |
| 1951                                                                                                   |    |     |    |    | 1/1 |    |    | 1/2 |    |    | 1/3  |      |
| 1952                                                                                                   |    | 1/4 |    |    | 1/5 |    |    | 1/6 |    |    | 2/1  |      |
| 1953                                                                                                   |    | 2/2 |    |    | 2/3 |    |    | 2/4 |    |    | 2/5  |      |
| 1954                                                                                                   |    | 2/6 |    |    | 3/1 |    |    | 3/2 |    |    | 3/3  |      |
| 1955                                                                                                   |    | 3/4 |    |    | 3/5 |    |    | 3/6 |    |    | 4/1  |      |
| 1956                                                                                                   |    | 4/2 |    |    | 4/3 |    |    | 4/4 |    |    | 4/5  |      |
| 1957                                                                                                   |    | 4/6 |    |    | 5/1 |    |    | 5/2 |    |    | 5/3  |      |
| 1958                                                                                                   |    | 5/4 |    |    |     |    |    |     |    |    |      |      |
| 1951至1958年《科幻季刊》出版详细信息，左侧是年份，上方是月份，其他数字代表“卷号/期数”， 均为朗兹主编。 |    |     |    |    |     |    |    |     |    |    |      |      |

《科幻季刊》发行过三期英国重印版，均由杰拉尔德·斯旺（Gerald Swan）出版。1940年夏的美国原版转印过两次，第一次有删节，书名《洋基科幻》（Yankee Science Fiction），1942年2月号，第三期；第二次是1943年的平装书《月球征服者》，无删节。1941/42年冬的美国原版杂志也在1943年推出英国重印版，书名《进入第四维度和其他故事》（Into the Fourth Dimension and Other Stories）。
复刊后的《科幻季刊》前13期有十期经索普与波特出版社（Thorpe & Porter）发行英国版，与原版相比有删节。原版前13期从1951年5月持续到1954年5月，英国再版的十期从1952年2月发行至1955年8月，未转印的三期分别是1951年11月、1952年5月和1953年8月。英国再版的顺序与原版不同，分别是：1951年5月、1951年8月、1952年2月、1952年11月、1952年8月、1953年5月、1954年2月、1953年11月，1953年2月、1954年5月。前两期杂志定价十便士，之后八期均为五便士，第一期为132页，第二期130页，第三、四期100页，后六期98页。
《科幻故事》没有专门的选集问世，不过伊万·霍华德（Ivan Howard）曾于20世纪60年代为西尔伯克莱特的贝尔蒙特图书（Belmont Books）编著选集，所有内容都选自西尔伯克莱特的杂志，其中1963年出版的《罕见科幻》（Rare Science Fiction）收录三篇《科幻季刊》小说。

## 脚注
1. ↑  Edwards & Nicholls (1993), pp. 1066–1068.
2. 1 2 3 4  Ashley & Thompson (1985), pp. 518–519.
3. ↑  Ashley (2000), p. 260.
4. ↑  Davin (1999), p. 102.
5. 1 2 3  Davin (1999), pp. 111–112.
6. ↑  Davin (1999), p. 121.
7. 1 2 3  Ashley (2000), pp. 147–149.
8. 1 2  Ashley & Thompson (1985), p. 512.
9. ↑  Knight (1977), p. 64.
10. 1 2  Ashley (1985a), p. 278.
11. 1 2  Davin (1999), pp. 122–123.
12. ↑  Davin (1999), p. 115.
13. ↑  Ashley (1985a), p. 284.
14. ↑  Davin (1999), p. 119.
15. 1 2  Ashley (2005), pp. 41–42.
16. 1 2  Ashley (2005), p. 44.
17. ↑  Ashley (2005), p. 60.
18. ↑  Ashley (2005), p. 73.
19. ↑  Ashley (1976), p. 54.
20. ↑  Ashley (1985b), p. 548.
21. ↑  Ashley (2005), p. 190.
22. 1 2 3 4 5 6 7  Ashley (1985b), pp. 549–550.
23. ↑  Ashley (2000), pp. 147–148.
24. ↑  del Rey (1979), p. 123.
25. 1 2 3 4  Ashley (1985b), pp. 546–547.
26. ↑  Ashley (2000), p. 148.

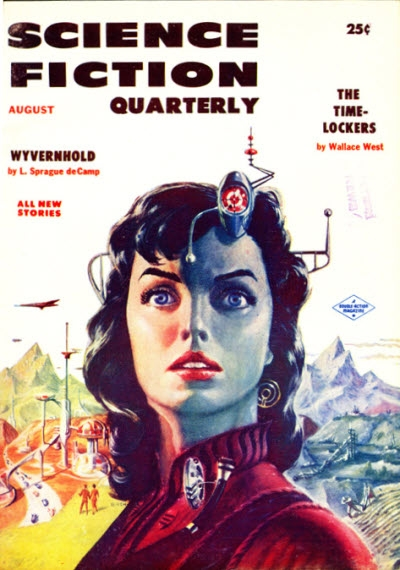
《科幻季刊》1956年8月號

27. ↑  The Encyclopedia of Science Fiction.
28. ↑  Atheling (1967), p. 47.
29. 1 2  Series: Science Fiction Quarterly (UK).
30. ↑  Ashley (1985a), p. 283.
31. ↑  Rhoades (2008), p. 72.